# Spantôle (pâtisserie)
 (novembre 2024).
Le Spantôle est une pâtisserie typique de la ville de Thuin en Wallonie, en Belgique. Elle est constituée de deux petit biscuits enrobés de chocolat fourrés à la crème au beurre, et sa forme allongée évoque un canon en hommage au Spantôle, un canon situé sur le rempart nord de Thuin.

## Présentation
Le Spantôle se compose de biscuits sucrés à base de blancs d'œufs, de sucre de canne, de poudre d'amande et de farine, garnis d'une riche crème au beurre au café et enrobés de chocolat noir sur les bords. Il se distingue par sa forme très allongée et son contraste entre la légèreté du biscuit et la richesse de la crème.

## Histoire
Le Spantôle est une spécialité de Thuin populaire pendant plusieurs décennies, mais qui avait progressivement disparu des pâtisseries locales. La recette a été redécouverte grâce à l'implication de Guy Huard, un pâtissier local à la retraite, qui a redonné la recette traditionnelle à la communauté.
Son nom fait référence au Spantôle, un canon en fer forgé capturé aux Bourguignons lors du sac de la ville en 1466 par les troupes de Charles le Téméraire.

## Préparation
- Biscuit :
  - Battre les blancs d'œufs en neige avec le sucre de canne ;
  - Incorporer doucement à la spatule le sucre impalpable, la farine et les amandes broyées ;
  - Sur une plaque à cuisson, former des biscuits d'environ 2 cm de large sur 5 cm de long et les saupoudrer d'amandes effilées ;
  - Cuire au four préchauffé à 160 °C jusqu'à ce que les biscuits changent de couleur.
- Crème au beurre :
  - Faire bouillir le sucre de canne et l'eau pour obtenir un sirop ;
  - Battre les jaunes d'œufs et incorporer le sirop de sucre tout en fouettant ;
  - Ajouter le beurre ramolli et le café fort au mélange d'œufs et de sucre ;
  - Monter la crème au beurre et l'utiliser pour assembler les biscuits, en mettant la crème entre chaque biscuit et en trempant les extrémités dans du chocolat noir fondu.

## Variations
La crème au beurre est parfois réalisée avec de la cassonade au lieu du sucre de canne.